# João Novais
João Pedro Barradas Novais, noto semplicemente come João Novais (Vila Nova de Gaia, 10 luglio 1993), è un calciatore portoghese, centrocampista del Rio Ave.

## Caratteristiche tecniche
È un trequartista.

## Carriera
Cresciuto nelle giovanili del Porto e del Leixões, ha esordito il 13 maggio 2012 in un match perso 1-0 contro il Belenenses.

## Statistiche

### Presenze e reti nei club
Statistiche aggiornate al 7 luglio 2017.
| Stagione        | Squadra         | Campionato      | Campionato | Campionato | Coppe nazionali | Coppe nazionali | Coppe nazionali | Coppe continentali | Coppe continentali | Coppe continentali | Altre coppe | Altre coppe | Altre coppe | Totale | Totale | Totale |
| Stagione        | Squadra         | Comp            | Pres       | Reti       | Comp            | Pres            | Reti            | Comp               | Pres               | Reti               | Comp        | Pres        | Reti        | Pres   | Reti   |        |
| --------------- | --------------- | --------------- | ---------- | ---------- | --------------- | --------------- | --------------- | ------------------ | ------------------ | ------------------ | ----------- | ----------- | ----------- | ------ | ------ | ------ |
| 2011-2012       | Leixões         | SL              | 1          | 0          | TP+TL           | 0               | 0               |                    | -                  | -                  |             | -           | -           | 1      | 0      |        |
| 2012-2013       | Leixões         | SL              | 18         | 0          | TP+TL           | 1+4             | 0               |                    | -                  | -                  |             | -           | -           | 23     | 0      |        |
| 2013-2014       | Leixões         | SL              | 21         | 1          | TP+TL           | 2+6             | 0               |                    | -                  | -                  |             | -           | -           | 29     | 1      |        |
| 2014-2015       | Leixões         | SL              | 31         | 4          | TP+TL           | 1+3             | 0               |                    | -                  | -                  |             | -           | -           | 35     | 4      |        |
| Totale Leixoes  | Totale Leixoes  | Totale Leixoes  | 71         | 5          |                 | 17              | 0               |                    | -                  | -                  |             | -           | -           | 88     | 5      |        |
| 2015-2016       | Rio Ave         | PL              | 16         | 2          | TP+TL           | 3+4             | 0               |                    | -                  | -                  |             | -           | -           | 23     | 2      |        |
| 2016-2017       | Rio Ave         | PL              | 11         | 0          | TP+TL           | 0+3             | 0               | UEL                | 1                  | 0                  |             | -           | -           | 15     | 0      |        |
| Totale carriera | Totale carriera | Totale carriera | 98         | 5          |                 | 27              | 0               |                    | 1                  | 0                  |             | -           | -           | 88     | 5      |        |

## Palmarès

### Club

#### Competizioni nazionali
- Coppa di Lega portoghese: 1

Braga: 2019-2020
- Coppa del Portogallo: 1

Braga: 2020-2021